# J. Dale Wainwright Unit
J. Dale Wainwright Unit, tidigare Eastham Unit, kunde även benämnas Eastham State Prison, är ett delstatligt fängelse för manliga intagna och är belägen i Houston County i Texas i USA. Fängelset förvarar intagna som är klassificerade för säkerhetsnivåerna öppen anstalt (G1), låg (G2), medel (G3) och hög (G4). Wainwright Unit har en kapacitet på att förvara 2 143 intagna.
Fängelset uppfördes i april 1917 med namnet Eastham Unit. År 2021 bytte det namn till det nuvarande, en hyllning till J. Dale Wainwright, som var ordförande för det delstatliga kriminalvårdsmyndigheten Texas Department of Criminal Justice.
Personer som är alternativt varit intagna på Wainwright Unit är bland andra Clyde Barrow.